# Braine (Aisne)
Braine è un comune francese di 2 232 abitanti situato nel dipartimento dell'Aisne della regione dell'Alta Francia.

## Storia

### Simboli
Nel 1184, Roberto I di Dreux, adottò come stemma della casata il blasone della moglie Agnese di Baudemont, contessa di Braine: scaccato d'oro e d'azzurro, con la bordura di rosso. Un corvo, o un merlo,  era il simbolo della compagnia degli arcieri della città: il loro capitano ne portava uno in gabbia durante gli incontri con le altre compagnie.

## Monumenti e luoghi di interesse
Nel comune si trova l'abbazia di Sant'Evodio.

## Società

### Evoluzione demografica
Abitanti censiti

## Amministrazione

### Gemellaggi
- Braine-le-Comte
- Haderslev